# Astroblepus chotae
Astroblepus chotae är en fiskart som först beskrevs av Regan, 1904.  Astroblepus chotae ingår i släktet Astroblepus och familjen Astroblepidae. Inga underarter finns listade.